# Waterford Football Club 1968-1969
Questa voce raccoglie le informazioni riguardanti il Waterford nelle competizioni ufficiali della stagione 1968-1969.

## Rosa
| N. |                        | Ruolo | Calciatore     |
| -- | ---------------------- | ----- | -------------- |
|    | Irlanda (bandiera)     | P     | Peter Thomas   |
|    | Irlanda (bandiera)     | D     | Noel Griffin   |
|    | Irlanda (bandiera)     | D     | Paul Morrissey |
|    | Inghilterra (bandiera) | D     | Peter Bryan    |
|    | Irlanda (bandiera)     | D     | Vinny Maguire  |
|    | Irlanda (bandiera)     | C     | Jackie Morley  |
|    | Irlanda (bandiera)     | C     | Seamus Coad    |

| N. |                             | Ruolo | Calciatore      |
| -- | --------------------------- | ----- | --------------- |
|    | Irlanda (bandiera)          | C     | John O'Neill    |
|    | Irlanda del Nord (bandiera) | C     | Jimmy McGeough  |
|    | Irlanda del Nord (bandiera) | C     | Phil Buck       |
|    | Irlanda (bandiera)          | C     | Alexander Casey |
|    | Irlanda (bandiera)          | A     | Alfie Hale      |
|    | Inghilterra (bandiera)      | A     | Johnny Matthews |
|    | Irlanda del Nord (bandiera) | A     | Danny Trainor   |

## Risultati

### Coppa d'Irlanda
| 9 febbraio 1969 Primo turno | Waterford | 5 – 2 | Drogheda Utd |  |

| 2 marzo 1969 Secondo turno | Limerick | 1 – 0 | Waterford |  |

### Coppa dei Campioni
| Arbitro: | Mullan |

|              |           |                  |
| Matthews 64’ | Marcatori | 8’, 40’, 54’ Law |

| Arbitro: | Campos |

|                                                          |           |           |
| Stiles 44’ Burns 68’ Law 44’, 47’, 61’, 72’ Charlton 54’ | Marcatori | 73’ Casey |

## Statistiche

### Statistiche di squadra
| Competizione       | Punti | Totale | Totale | Totale | Totale | Totale | Totale | DR  |
| Competizione       | Punti | G      | V      | N      | P      | Gf     | Gs     | DR  |
| ------------------ | ----- | ------ | ------ | ------ | ------ | ------ | ------ | --- |
| A Division         | 36    | 22     | 16     | 4      | 2      | 68     | 30     | +38 |
| FAI Cup            | -     | 2      | 1      | 0      | 1      | 5      | 3      | +2  |
| Coppa dei Campioni | -     | 2      | 0      | 0      | 2      | 2      | 10     | -8  |
| Totale             | -     | 26     | 17     | 4      | 5      | 74     | 44     | +32 |

### Statistiche dei giocatori
| Giocatore    | A Division | A Division | FAI Cup  | FAI Cup | Coppa dei Campioni | Coppa dei Campioni | Totale   | Totale |
| Giocatore    | Presenze   | Reti       | Presenze | Reti    | Presenze           | Reti               | Presenze | Reti   |
| ------------ | ---------- | ---------- | -------- | ------- | ------------------ | ------------------ | -------- | ------ |
| P. Bryan     | ?          | 0          | ?        | ?       | 2                  | 0                  | 2+       | 0+     |
| P. Buck      | ?          | 6          | ?        | ?       | 0                  | 0                  | 0+       | 6+     |
| S. Coad      | ?          | 0          | ?        | ?       | 2                  | 0                  | 2+       | 0+     |
| A. Casey     | ?          | 5          | ?        | ?       | 2                  | 1                  | 2+       | 6+     |
| N. Griffin   | ?          | 0          | ?        | ?       | 2                  | 0                  | 2+       | 0+     |
| A. Hale      | ?          | 16         | ?        | ?       | 2                  | 0                  | 2+       | 16+    |
| V. Maguire   | ?          | 0          | ?        | ?       | 1                  | 0                  | 1+       | 0+     |
| J. Matthews  | ?          | 13         | ?        | ?       | 2                  | 1                  | 2+       | 14+    |
| J. McGeough  | ?          | 0          | ?        | ?       | 2                  | 0                  | 2+       | 0+     |
| J. Morley    | ?          | 0          | ?        | ?       | 2                  | 0                  | 2+       | 0+     |
| P. Morrissey | ?          | 0          | ?        | ?       | 1                  | 0                  | 1+       | 0+     |
| J. O'Neill   | ?          | 16         | ?        | ?       | 2                  | 0                  | 2+       | 16+    |
| P. Thomas    | ?          | -?         | ?        | -?      | 2                  | -10                | 2+       | -10+   |
| D. Trainor   | ?          | 1          | ?        | ?       | -                  | -                  | 0+       | 1+     |